# 府城街道 (焦作市)
府城街道，是中华人民共和国河南省焦作市中站区下辖的一个乡镇级行政单位。

## 行政区划
府城街道下辖以下地区：
北朱村、南敬村、北敬村、启心村、府城村、造店村、店后村、南朱村、小尚村、大家作村、六家作村和老君庙村。

## 中国传统村落
2013年8月，北朱村被评为第二批中国传统村落。